# Roxy Atkins
Roxy Atkins, född 26 juni 1912, död 6 september 2002, var en friidrottare från Kanada. Hon deltog vid olympiska sommarspelen 1936.